# 30m2
30m2 es un cortometraje de 20 minutos, producido, editado y dirigido por Joan Planas. Rodado en menos de un día.

## Sinopsis
Diana y Daniel empiezan la vida de pareja en un piso de 30m2, con el tiempo aparecen conflictos reduciendo el amor a puro odio.
Los 30m2 y la actitud de la pareja se entrecruzan en busca de la estabilidad.